# Путилівка (річка)
Пути́лівка — річка в Україні, в межах Млинівського, Дубенського та Рівненського районів Рівненської області та Ківерцівського району Волинської області. Ліва притока Стубазки (басейн Дніпра).

## Опис
Довжина 57 км, площа басейну 506 км². Долина трапецієподібна, завширшки до 4 км. Заплава завширшки 130—500 м, заболочена. Річище звивисте, завширшки від 2—3 м (у верхів'ї) до 8—20 м (у пониззі). На значній протяжності річище випрямлене і поглиблене. Похил річки 1,1 м/км. 
Путилівка є водоприймачем осушувальних систем. У пониззі споруджено водосховище, є ставки (для рибництва).

## Розташування
Путилівка бере початок на північних схилах Волинської височини, на північний захід від села Привітне. Тече спершу переважно на північний схід, в сторону села Уїздці, і далі села Борбин, а далі — на північ, у пониззі — на схід. Впадає до Горині на північ від села Жобрина. 
Основні притоки: Новина (права); Осинище, Вербівка, Сичівка (ліві). 
На річці розташовані містечка (смт) Олика і Цумань. З великих сіл - Борбин, Пітушків.

## Тваринний світ
1. Риби: Тут можна знайти такі види риб, як окунь звичайний, щука звичайна та щука смугаста, плітка звичайна, краснопірка, карась сріблястий та карась золотистий. Завдяки густим прибережним заростям ці водойми слугують чудовим місцем для нересту риб.
2. Птахи: Вздовж річки можна зустріти водоплавних птахів, таких як качки, чаплі, лиски. Також тут трапляються ластівки, які гніздяться на берегах річки.
3. Водяні ссавці: У цих місцях можна побачити бобрів і видр, які полюбляють спокійні води з заростями очерету і очеретяних трав.
4. Комахи: Багато водних комах, таких як водомірки, бабки, жуки-плавунці, живуть поблизу річки, граючи важливу роль у природній екосистемі.

Цей регіон також багатий на водні рослини, що створюють умови для проживання різних видів тварин, які сприяють підтримці екологічної рівноваги в цьому регіоні.